# 2006年新加坡大選

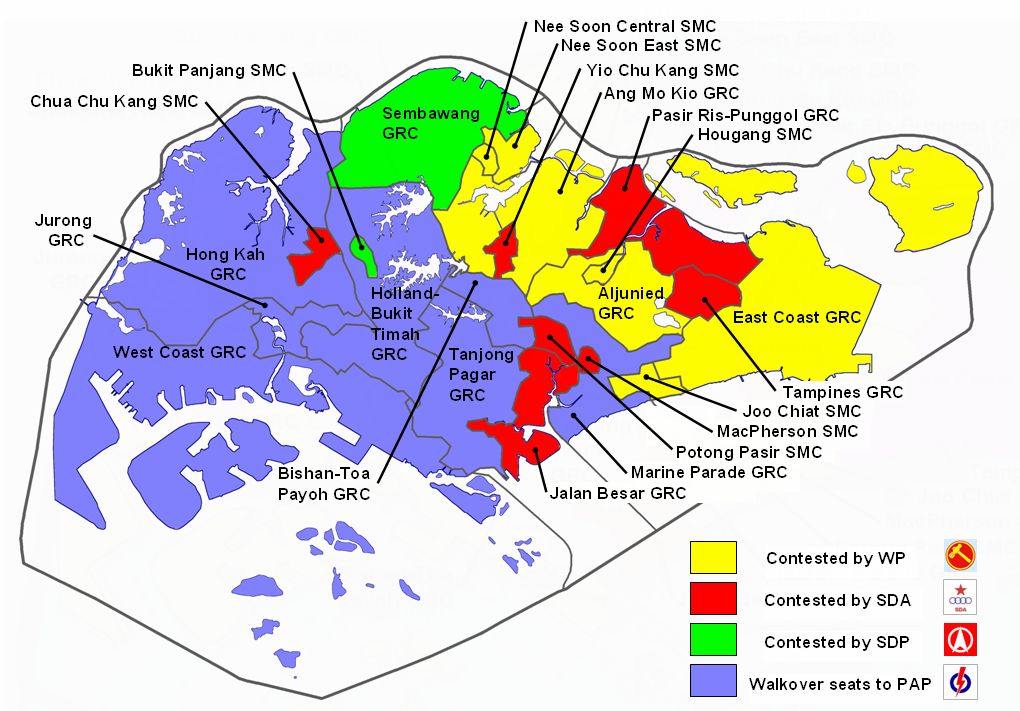
由這張「2006年新加坡大選各政黨競爭選區分佈圖」可以看出不同選區的參選情況。人民行動黨在全國選區議席都提名候選人角逐，84席當中的37席於「選舉登記提名日」當天自動當選（藍色），原因是無其他參選對手。真正的競爭選區是剩下的47席，分別由新加坡工人黨（黃色）、新加坡民主聯盟（紅色）和新加坡民主黨（綠色）對壘人民行動黨。

2006年新加坡大選的投票程序已於該年5月6日當地時間下午8時結束，計有122萬名選民投票，投票率較上屆高。選舉結果於當地時間下午10時公布，人民行動黨贏得國會84議席中的82席，也是自李顯龍任該黨秘書長和該國內閣總理以來的首次勝利。
在這次選舉中，執政人民行動黨總得票率為66.6%，較上屆全國大選減少，看得出反對陣營的支持度穩定上升。然而，由於新加坡選舉制度設計的關係，反對陣營的得票率與當選席次產生相當大的懸殊，在33.3%得票率下，只拿下後港和波東巴西兩個單選區 (Single Member Constituency ) 議席，分別由新加坡工人黨的劉程強以及新加坡民主聯盟的詹時中當選。
在選舉登記提名日當天，行動黨已經獲得37席。因為有許多選區並無在野黨參選，在無競爭對手的情況下，這37席「自動當選」（Walkover）。這些「同額競選」的席次來自其中7個集選區 (Group Representation Constituency) ，因為在野黨難以在短時間內找到足夠參選人在這幾個選區「團隊競選」；即使湊足人數，也是急就章的結果，參選人素質難與「行動黨」抗衡。而且在野黨資源少、力量小，加上政府及執政黨的打壓，所以在集選區「團隊競選」情況下，讓在野黨處於非常不利的情況。
另外值得注意的是，行動黨在公布本屆新選區劃分兩個月後旋即舉行大選。
其他參選的政黨還有徐順全領導的新加坡民主黨。